# Гуаяма

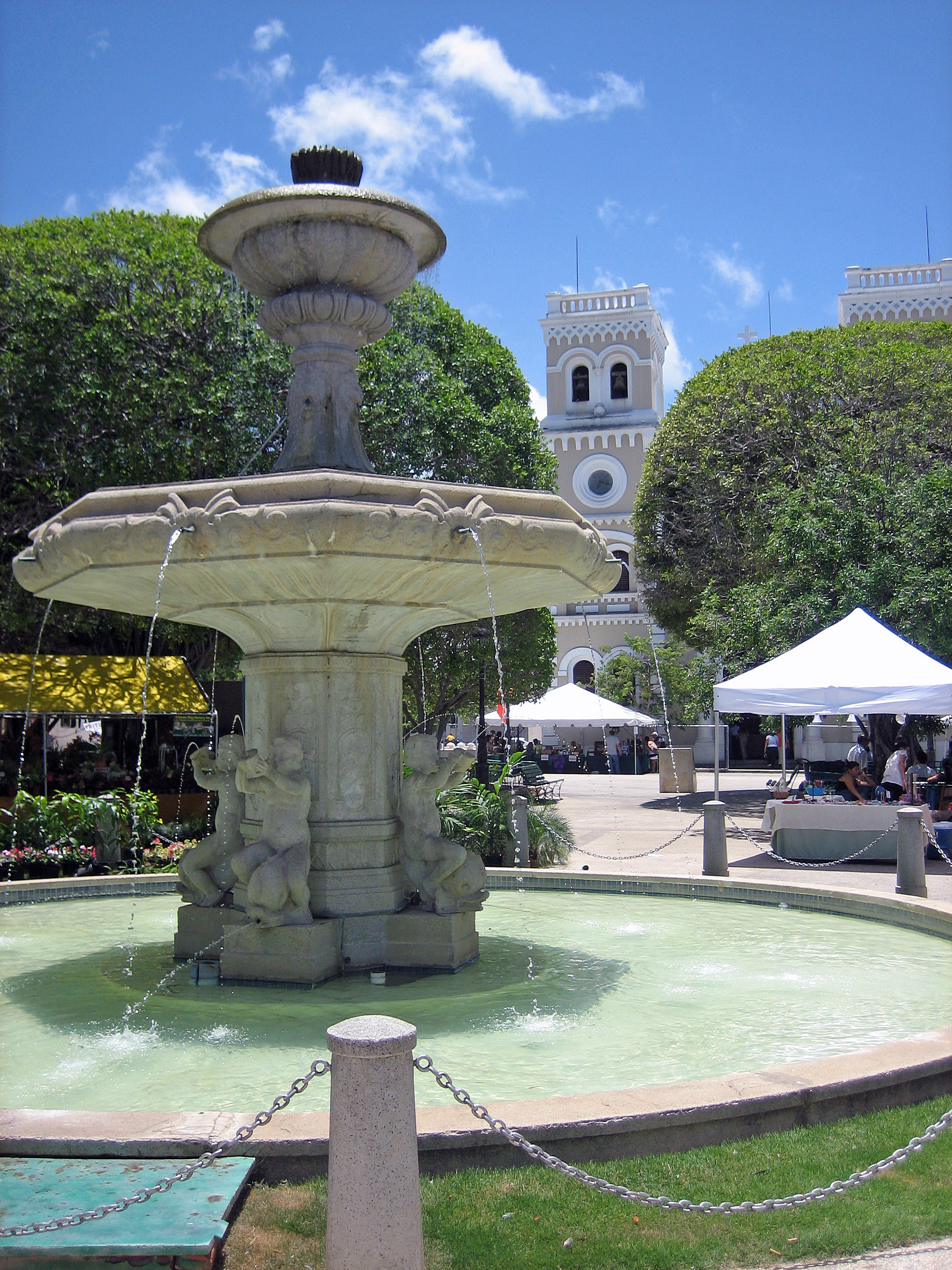
В городском центра Гуаямы

Гуаяма (исп. и англ. Guayama) — город и муниципалитет в Пуэрто-Рико.

## География
Муниципия Гуаяма расположена на юге Пуэрто-Рико, на побережье Карибского моря, к югу от города Кайей и востоку от Салинаса, западнее Патиласа и Арройо. Входит в городской ареал Гуаяма. В административном отношении муниципалитет делится на 9 районов и городской центр Гуаяма-Пуэбло (население 16.891 человек). Общая численность населения муниципалитета равнялась 45.362 человека (на 2010 год).
В состав муниципалитета входят острова Кайо-Карибес, Исла-Морильито и Мата-Редонда. На его территории также находится озеро Мелания.

## История
Город Гуаяма был основан 29 января 1736 года при губернаторе Пуэрто-Рико Матиасе де Абадия и первоначально носил название Сан-Антонио-де-Падуя-Де-Гуаяма (San Antonio de Padua de Guayama). Имя «Гуаяма» принадлежала одному из могущественных индейских касиков, правивших в XVI столетии юго-восточной частью Пуэрто-Рико. Вскоре после этого католическая церковь в Гуаяме была превращена в приходской собор. В 1766 году здесь было более 200 домов. В 1828 году в Гуаяме был закончен королевский дворец (Casa del Rey). В 1881 году город был объявлен муниципалитетом (Villa).
Во время испано-американской войны, 26 июля 1898 года, близ Гуаямы высадились американские войска под командованием генерала Нельсона Э.Майлса. Город был занят американцами под командованием генерала Брука после ожесточённой его обороны и сражения при Гуаяме, 5 августа 1898 года.
После окончания войны и аннексии Пуэрто-Рико американцами В Гуаяме был построен и открыт театр Бернардини (1913). В начале XX столетия город был одним из важнейших культурных центров острова. С середины XX века в муниципалитете начинается быстрое индустриальное развитие. Здесь создаются нефтеперерабатывающие, химические предприятия, производства синтетических волокон, сахарные фабрики.

## Демография
Из проживающих в муниципалитете 45 362 человек (2010) в национально-расовом отношении 57,2% являлись белыми, 26,1% — негры, 1% — индейцы, 15,4% — мулаты и метисы.

## Знаменитые граждане
В Гуаяме родились:
- Мануэль Ривера-Ортис — фотограф
- Лус Палес-Матос — поэт и литератор
- Хуан Лапорте — боксёр, чемпион мира по версии WBC (1982—1984)